# Pierre de Marca
Pierre de Marca (Petrus de Marca ur. 24 stycznia 1594, zm. 29 czerwca 1662 w Paryżu) – francuski biskup i historyk.
Studiował prawo w Tuluzie, a potem praktykował w Pau. Awansował dzięki Richelieu na intendenta prowincji Béarn, a potem został radcą stanu. W 1641 otrzymał nominację królewską na biskupa (nieistniejącej już) diecezji Couserans w Gaskonii. Zarazem był gubernatorem Katalonii okupowanej wówczas przez Francję. Brał udział w uzgadnianiu warunków pokoju pirenejskiego. Opublikował bardzo ważny zbiór źródeł: Marca hispanica sive limes hispanicus, hoc est, Geographica & historica descriptio Cataloniae, Ruscinonis, & circum jacentium populorum.
Dzięki koneksjom z Mazarinim otrzymał w 1652 arcybiskupstwo Tuluzy. Dwa lata musiał jednak czekać na inwestyturę. Pełnił też funkcję marszałka Stanów Prowincjonalnych Nawarry. Zaś w 1662 dzięki swoim umiejętnościom politycznym poruszania się w burzliwym okresie XVII wiecznej Francji otrzymał arcybiskupstwo Paryża, po rezygnacji kardynała de Retz, zmarł jednak zanim zdążył objąć tron arcybiskupi. Jego następcą został Hardouin de Péréfixe de Beaumont.